# Francis Vere

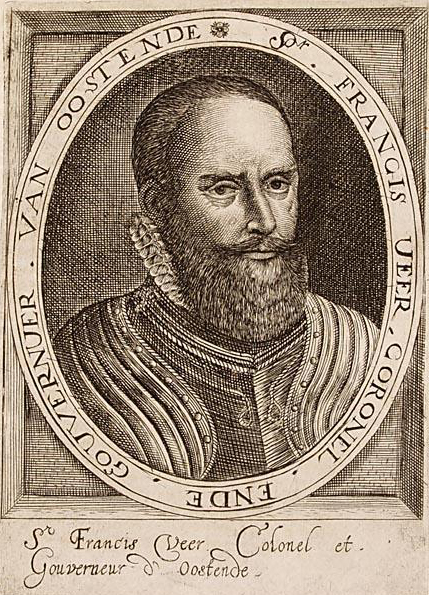
Portret van Francis Vere, Generaal en Gouverneur van Oostende (Aert Meuris)

Francis Vere (ook wel Franciscus Veer) (1560-1609) was een Engelse militair die tijdens de Tachtigjarige Oorlog in dienst was van het Staatse leger. Zo was hij infanterie-aanvoerder tijdens de Slag bij Nieuwpoort in 1600, en gouverneur van de stad Oostende tijdens het drie jaar durende Beleg van Oostende. Vere diende voor een lange periode onder Maurits van Nassau, de latere prins van Oranje, en voerde een Engels regiment soldaten aan die in dienst waren van de Republiek der Nederlanden en meevochten tegen de Spanjaarden. Vere werd uiteindelijk generaal en speelde een rol bij veel van de belegeringen en veldslagen van Maurits.

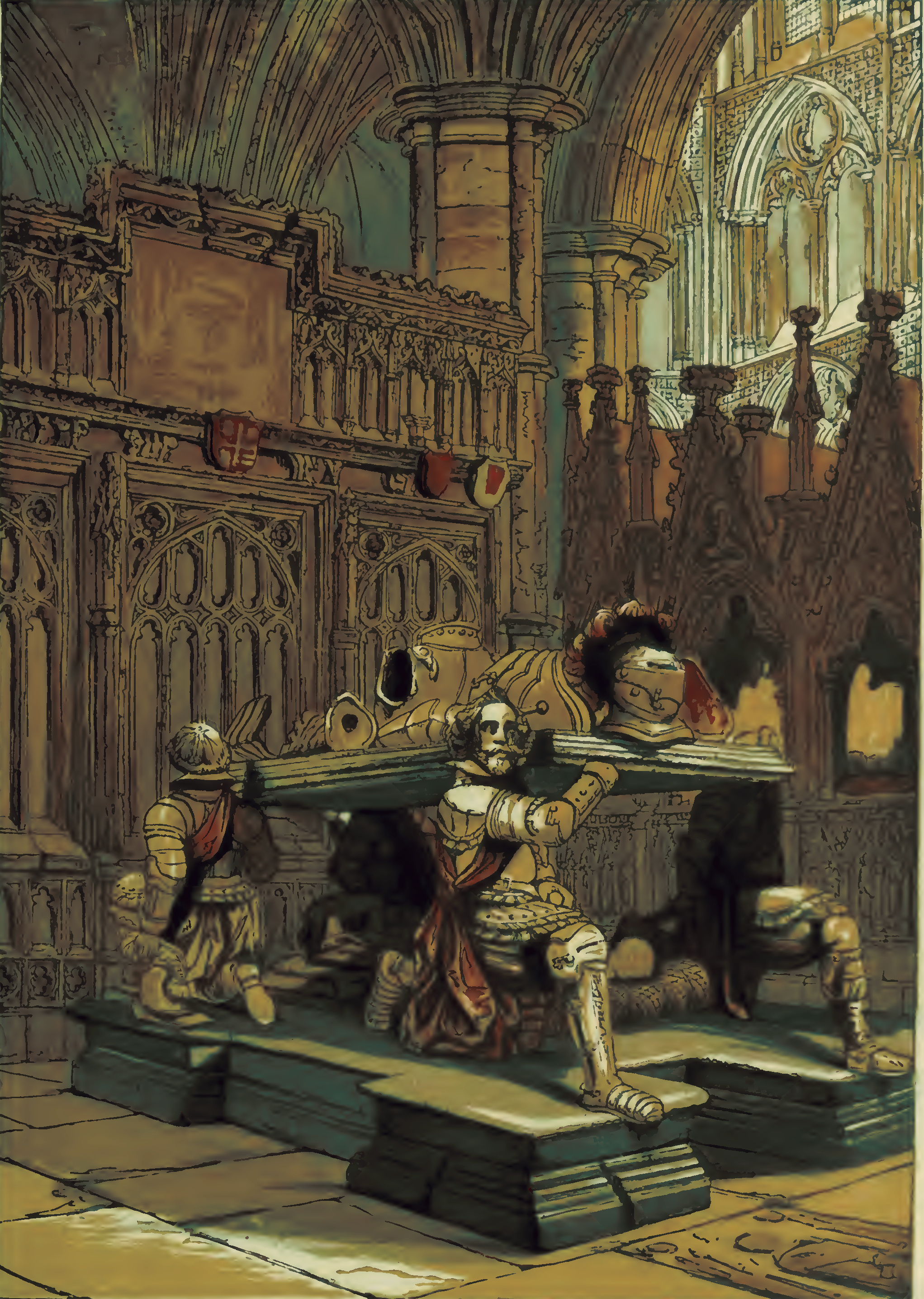
Praalgraf van Francis Vere in Westminster Abbey

Bij het Beleg van Sluis in 1587 was hij al reeds in de Nederlanden actief en onderscheidde hij zich, onder de leiding van Roger Williams en Thomas Baskerville. Bij het Beleg van Bergen op Zoom in 1588 was hij aanwezig in de stad die werd belegerd, maar stand hield door hard vechten, en uiteindelijk werd ontzet. Hij kreeg ter plekke op het slagveld een ridderschap toegekend voor zijn verdiensten. In 1589 werd Vere sergeant-majoor van de Engelse troepen in het Staatse leger en niet lang daarna kreeg hij de algehele leiding op zich. Deze positie hield hij gedurende vijftien campagnes, vrijwel allen succesvol. Vere verkreeg een grote persoonlijke reputatie en zijn Engelse troepen stonden bekend om hun goede training. Zijn legerkamp had aantrekkingskracht op vele beginnende soldaten, zoals zijn broer Horatius, maar ook personen als Ferdinando Fairfax, Gervase Markham, en Miles Standish.
In 1592 werd hij met zijn leger door koningin Elizabeth I van Engeland teruggeroepen naar de Engeland om vervolgens in Frankrijk ingezet te kunnen worden in de Hugenotenoorlog, waarbij koning Hendrik IV van Frankrijk tegen de Spanjaarden vocht. De Republiek vond echter een uitweg, waardoor zij de hulp van Vere konden inroepen wanneer zij in nood kwamen. Daarom bleef Vere tijdens het Beleg van Coevorden in eerste instantie aan de zijlijn toekijken, maar werd bij een aanval van de Spaanse stadhouder Francisco Verdugo toch verzocht om bijstand. Ook aan de Slag op de Tielenheide (1597) nam hij deel.
In 1600 commandeerde Vere in de Slag bij Nieuwpoort circa 3000 infanteristen en vocht hij voornamelijk in de duinen. Na de slag werd hij geloofd wegens zijn handelen.
Nadat koning Jacobus I van Engeland vrede sloot met Spanje, ging Vere met pensioen. Zijn ervaringen, waaronder die van het slagveld bij Nieuwpoort, schreef hij in de jaren voor zijn dood op in het stuk Commentaries of the Divers Pieces of Service. Vere stierf in 1609, vlak nadat de Nederlanden het Twaalfjarig Bestand hadden gesloten met Spanje. Hij werd begraven in de Westminster Abbey.

## Trivia
- 1891 De pages van Francis Vere. Een verhaal uit den 80-jarigen oorlog. Almelo, W. Hilarius Wzn. Vert. van: By England's aid, or, The freeing of the Netherlands (1585-1604) van G.A. Henty, 1891. Vertaald uit het Engels door Titia van der Tuuk